# Goesia aberrans
Goesia aberrans är en kräftdjursart som först beskrevs av Axel Ohlin 1895.  Goesia aberrans ingår i släktet Goesia och familjen Aoridae. Inga underarter finns listade i Catalogue of Life.